# Turó de Sant Pere (Maçanet de la Selva)
El Turó de Sant Pere és una muntanya de 119 metres que es troba al municipi de Maçanet de la Selva, a la comarca de la Selva.